# Zoo TV: Live From Sydney
Zoo TV: Live from Sydney es un vídeo en vivo de la banda irlandesa U2, grabado durante el Zoo TV Tour, en la ciudad australiana de Sídney, durante la noche del 27 de noviembre de 1993. El concierto fue retransmitido por PPV (canales de pago) a más de 30 países en directo, y esta retransmisión se convirtió en un VHS puesto a la venta en abril de 1994. Posteriormente, como resultado de una revisión por parte de la banda de sus antiguos éxitos, se editó en DVD a finales de 2006. 
En el video, Bono muestra los distintos personajes que creó en la gira, como The Fly, The Anti-Smack Commando y el glamuroso MacPhisto.

## Planificación y filmación
U2 enfrentó dificultades para reservar sus conciertos de noviembre de 1993 en Sídney, Australia, donde querían realizar una transmisión de televisión mundial para finalizar el Zoo TV Tour.
A principios de agosto de 1993, después de que Sydney Cricket Ground Trust rechazara la solicitud de la banda para actuar en el Sydney Football Stadium en noviembre, el vocalista Bono cuestionó públicamente la viabilidad de la ciudad como candidata para albergar los Juegos Olímpicos de Verano de 2000; La decisión del fideicomiso se tomó a pesar de permitir que los conciertos de Madonna y Michael Jackson se llevaran a cabo en Sydney Cricket Ground en noviembre. El gerente de U2, Paul McGuinness, envió un fax a los 29 miembros del Comité de Candidatura de los Juegos Olímpicos de Sídney 2000 para informarles de la situación. John Fahey, primer ministro de Nueva Gales del Sur, intervino personalmente para permitir que se llevaran a cabo los conciertos de Sydney, y el 15 de agosto se hizo un anuncio para confirmarlos. Las entradas salieron a la venta el 23 de agosto.
Los dos conciertos de la banda en noviembre de 1993 en Sídney se filmaron en noches consecutivas como parte de la transmisión de televisión. El concierto del 26 de noviembre se organizó como un ensayo para el equipo de producción antes de la filmación oficial de la noche siguiente. Sin embargo, el bajista Adam Clayton, quien comenzó a beber en exceso en las últimas etapas de la gira, no pudo actuar el 26 de noviembre después de sufrir un apagón alcohólico. La banda descartó cancelar el programa, ya que era la única oportunidad para que el equipo de producción hiciera un ensayo de la filmación. El técnico de bajo Stuart Morgan reemplazó a Clayton, marcando la primera vez que un miembro de U2 se perdía un concierto desde sus primeros días. Clayton se recuperó a tiempo para tocar en el programa del 27 de noviembre, que se transmitió en los Estados Unidos en pago por visión con retraso en cinta. U2 originalmente planeó producir el concierto con MTV para un "triplecast" de enero de 1994 que habría ofrecido tres perspectivas diferentes del programa en tres canales de televisión separados. Después de darse cuenta de que no habían desarrollado completamente el concepto, el grupo canceló el "triplecast", negándose a sí mismos los ingresos que supuestamente harían rentable el tramo Pacífico de la gira.
Años más tarde, en una entrevista de Rolling Stone, Bono habló sobre el concierto y su importancia para la banda. La ausencia de Clayton la noche anterior había causado un problema real dentro de la banda, y todos se preguntaban cuál sería el impacto a largo plazo. Bono dijo que no estaba seguro de que volverían a tocar en vivo, se dio cuenta durante el show de que podría ser la última presentación en vivo de la banda.

## Lista de canciones
1. "Zoo Station"
2. "The Fly"
3. "Even Better Than the Real Thing"
4. "Mysterious Ways"
5. "One"
6. "Unchained Melody"
7. "Until the End of the World"
8. "New Year's Day"
9. "Numb"
10. "Angel of Harlem"
11. "Stay (Faraway, So Close!)"
12. "Satellite of Love" (dueto con Lou Reed, que aparece en la pantalla)
13. "Dirty Day"
14. "Bullet the Blue Sky"
15. "Running to Stand Still"
16. "Where the Streets Have No Name"
17. "Pride (In the Name of Love)"
18. "Daddy's Gonna Pay for Your Crashed Car"
19. "Lemon"
20. "With or Without You"
21. "Love Is Blindness"
22. "Can't Help Falling in Love"

NOTA: La canción "Tryin' to Throw Your Arms Around the World" se tocó en el concierto pero no aparece en el video.
Todas las pistas reproducidas esa noche aparecieron en el video, con la excepción de "Tryin' to Throw Your Arms Around the World", que se reprodujo entre "Numb" y "Angel of Harlem". Muchos especulan que se omitió debido a una controversia sobre Bono compartiendo una copa de champán con una niña menor de edad en el escenario, mientras que otros creen que la banda no estaba satisfecha con su actuación. Sin embargo, el productor Ned O'Hanlon declaró en un chat en línea en 1996 que el concierto era demasiado largo y necesitaba ser cortado para el lanzamiento del video.
Hubo controversia en Japón después de que el video se transmitiera por televisión; En agosto de 2007, el diseñador de sets de Zoo TV Willie Williams confirmó que ninguna frase ofensiva hacia Japón fue parte del programa de Zoo TV, y que fue simplemente producto de la imaginación de un reportero después de ver los cientos de palabras al azar mostradas durante la canción. En realidad, las palabras mostradas fueron mostradas en la siguiente secuencia - BOMBA / PUTA / ULTIMAMENTE / JAPÓN / CAOS / YO / QUIERO / ESO / AHORA - lo que hizo que el reportero "viera" por error la frase ofensiva reportada.

## Lanzamientos de videos caseros

### VHS / Laserdisc
Después de ser transmitido por televisión, el programa se lanzó por primera vez en mayo de 1994 en VHS y Laserdisc.

### Lanzamiento de DVD
Zoo TV: Live from Sydney fue uno de los primeros títulos programados para su lanzamiento en formato DVD en 1997/98, y sus avances aparecieron en los DVD PolyGram de la época. Pero el lanzamiento de PolyGram fue cancelado. Fue lanzado el 18 de septiembre de 2006 bajo el sello Island Records. El DVD fue lanzado en una edición de uno y dos discos, similar al lanzamiento en DVD de Vertigo 2005: Live from Chicago. Ambas ediciones presentaron el concierto en su relación de aspecto original de 4: 3, remezclado con audio Dolby Digital 5.1, DTS 5.1 y PCM Stereo. El formato de dos discos presentaba las siguientes características adicionales en el disco dos:
Bonus Tracks
- "Tryin 'to Throw Your Arms Around the World " y "Desire ", tomadas en vivo desde el Zoo TV Special , Yankee Stadium , Nueva York , 29 y 30 de agosto de 1992
- "The Fly" y "Even Better Than the Real Thing", extraídas en directo del concierto "Stop Sellafield", G-Mex Centre, Mánchester, 19 de junio de 1992
- Documentales
- A Fistful of ZooTV
- ZooTV – The Inside Story
- Trabantland

Extras
- Video Confessional
- "Numb" karaoke video remix
- Funciones de DVD-ROM
  - 4 Fondos de pantalla
  - 2 protectores de pantalla
- Huevos de Pascua

Hay tres huevos de Pascua. Estas son las tres partes del documental Interference del lanzamiento del video de 1992 Achtung Baby, un video de 75 segundos de simulacros de advertencia con temas de guerra y un video de lapso de tiempo del escenario de Zoo TV siendo construido y destruido sobre la canción de la banda "Some Days are Better than Others".

### Reedición del 20 aniversario de Achtung Baby
La "edición súper de lujo" y la "edición Uber" de la reedición del vigésimo aniversario de Achtung Baby, que se lanzaron en noviembre de 2011, contienen Zoo TV: Live from Sydney como uno de los cuatro DVD extra.

## Lanzamiento de audio
La música de Zoo TV: Live from Sydney se lanzó en un álbum de dos discos titulado Zoo TV Live, también conocido como Zoo2Live. Fue lanzado exclusivamente para miembros suscriptores de U2.com el 18 de noviembre de 2006. El álbum incluye 25 pistas, incluidas las 22 canciones interpretadas en el video, además de una pista para el audio de apertura del programa, el discurso de Macphisto y una pista extra de "Tryin' to Throw Your Arms Around the World", grabado en Nueva York para el especial de Zoo TV en agosto de 1992.

## Certificaciones

### Gráficos semanales
| Chart (1994)                                        | Posición |
| --------------------------------------------------- | -------- |
| Vídeos musicales del Reino Unido (OCC)              | 1        |
| Lista de vídeos oficiales del Reino Unido Top 100   | 2        |
| Ventas de videos principales en EE. UU. (Billboard) | 4        |

| Chart (2006)                                       | Posición |
| -------------------------------------------------- | -------- |
| DVD de música austriaca (Ö3 Austria)               | 1        |
| DVD de música belga (Ultratop Wallonia)            | 1        |
| DVD de música danesa (Hitlisten)                   | 1        |
| DVD de música holandesa (MegaCharts)               | 1        |
| DVD de música finlandesa (Suomen virallinen lista) | 2        |
| Álbumes alemanes (Top 100 de Offizielle)           | 32       |
| DVD húngaros (MAHASZ)                              | 1        |
| DVD de música italiana (FIMI)                      | 2        |
| Gráfico de DVD japoneses (Oricon)                  | 48       |
| DVD de música española (PROMUSICAE)                | 1        |
| DVD de música sueco (Sverigetopplistan)            | 1        |
| Álbumes suizos (Schweizer Hitparade)               | 77       |
| Mejores videos musicales de EE. UU. (Billboard)    | 1        |

### Gráficos de fin de año
| Chart (2006)                            | Posición |
| --------------------------------------- | -------- |
| DVD de música australiana (ARIA)        | 18       |
| DVD de música belga (Ultratop Flanders) | 6        |
| DVD de música belga (Ultratop Wallonia) | 15       |
| DVD de música holandesa (MegaCharts)    | 11       |
| DVD de música sueca (Sverigetopplistan) | 33       |

## Personal
- Bono - voz principal, excepto en "Numb"; guitarra eléctrica en "The Fly", "One", "Unchained Melody", "Angel of Harlem", "Stay (Faraway, So Close!)" y "Dirty Day"; armónica en "Running to Stand Still"
- The Edge - segunda voz; voz principal en "Numb"; guitarra eléctrica; piano en "Mysterious Ways" y "New Year's Day"
- Adam Clayton - bajo eléctrico, excepto en "Unchained Melody" y "Satellite of Love"
- Larry Mullen Jr. - batería y percusión, excepto en "Unchained Melody" y "Satellite of Love"; segunda voz en "Numb"